# Dereń szwedzki

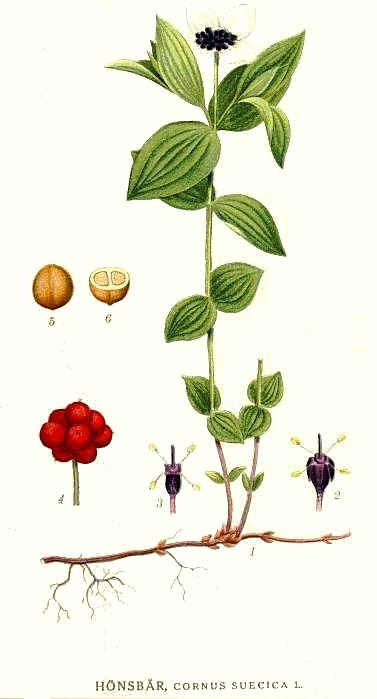
Morfologia

Dereń szwedzki (Cornus suecica L.) – roślina zielna z rodziny dereniowatych. 

## Rozmieszczenie geograficzne
Występuje w obszarze okołobiegunowym, w Europie i Azji, na nielicznych stanowiskach także na północnych krańcach Ameryki Północnej. Znany z reliktowych stanowisk z północnych Niemiec i Holandii. W obecnych granicach Polski znajdowały się jedne z dalej na południe wysuniętych europejskich stanowisk w Kołobrzegu i Szczecinie. W pierwszym przypadku rósł w kompleksie leśnym między Kołobrzegiem i Podczelem, w drugim w okolicach Szczecina. Stanowiska te nie zostały odnalezione w XX wieku, gatunek ma status wymarłego w Polsce.

## Morfologia
PokrójTworzy trwałe podziemne kłącze, z którego wyrastają roczne wyprostowane pędy o wysokości (5) 10-15 (30) cm.
LiścieW parach, naprzemianległe, (1)2-3(4) cm długości i 1-2(3) cm szerokości, szerokojajowate, krótko zaostrzone. 3-5 nerwów wychodzi z nasady blaszki liściowej. Liście są przylegająco omszone z wierzchu i nagie lub niemal nagie od spodu.
KwiatyDrobne ciemnoczerwone, skupione w niewielkim baldachu (8-25 kwiatów w jednym kwiatostanie). Cztery okrywy baldachu białe i duże (do 8 mm długości) powodują, że kwiatostan wygląda jak kwiat pojedynczy.
OwoceCzerwone jagody o średnicy 5 mm, nie trujące ale też bez smaku.

## Biologia i ekologia
Bylina, hemikryptofit. W Polsce występował w wilgotnych lasach na torfach. W obszarze zwartego zasięgu rośnie na torfowiskach i wrzosowiskach. 

## Zmienność
W Ameryce Północnej tworzy tetraploidalnego mieszańca Cornus × lepagei Gervais & Blondeau (C. unalaschkensis Ledeb.) z Cornus canadensis L. subsp. pristina Gervais & Blondeau.

## Zagrożenia i ochrona
Kategorie zagrożenia gatunku:
- Kategoria zagrożenia w Polsce według Czerwonej listy roślin i grzybów Polski (2006)[4]: Ex (wymarły i zaginiony); 2016: RE (wymarły na obszarze Polski)[5].
- Kategoria zagrożenia w Polsce według Polskiej czerwonej księgi roślin[6]: EX (extinct, w Polsce całkowicie wymarły).